# Panoteriai

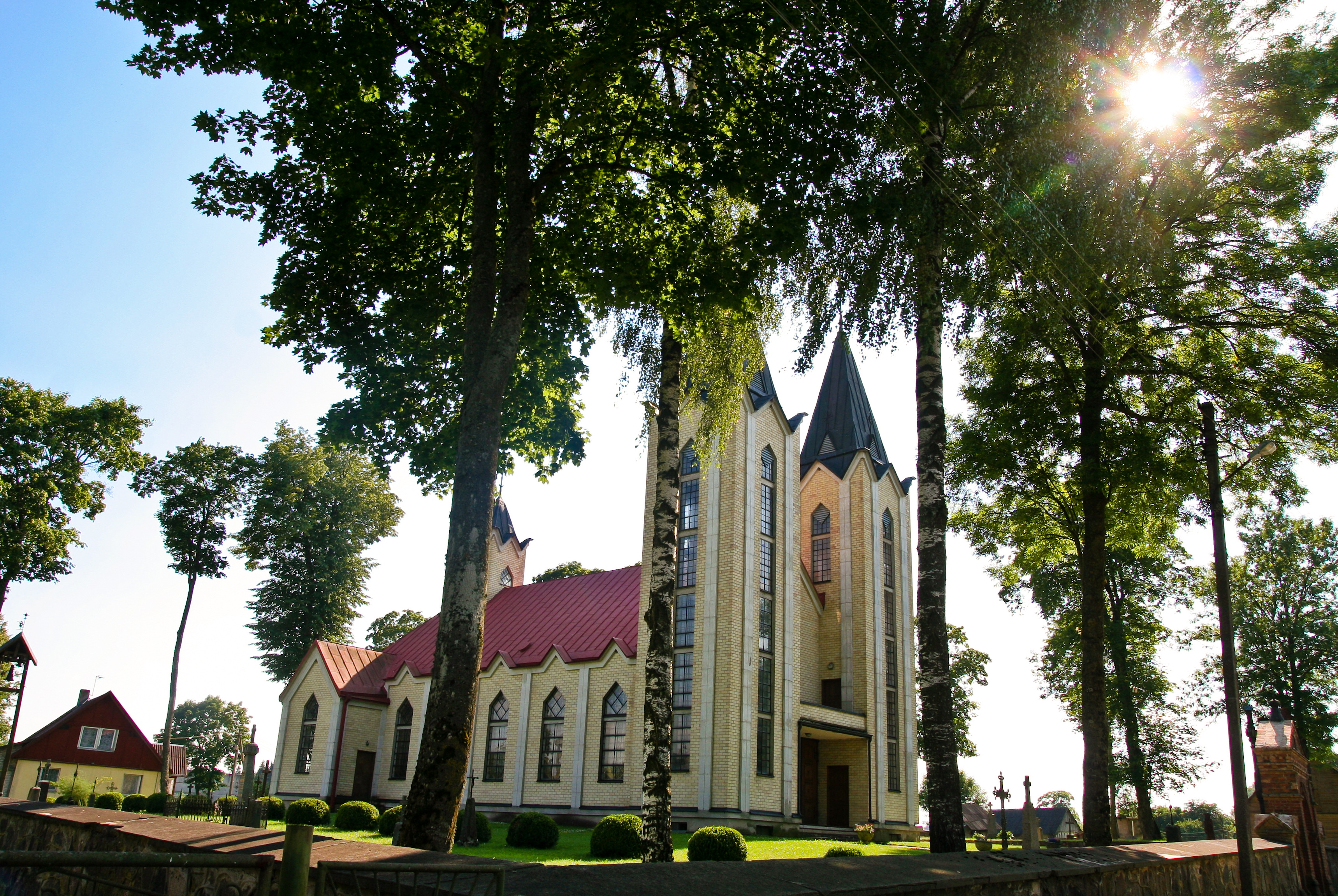
Kirche Panoteriai

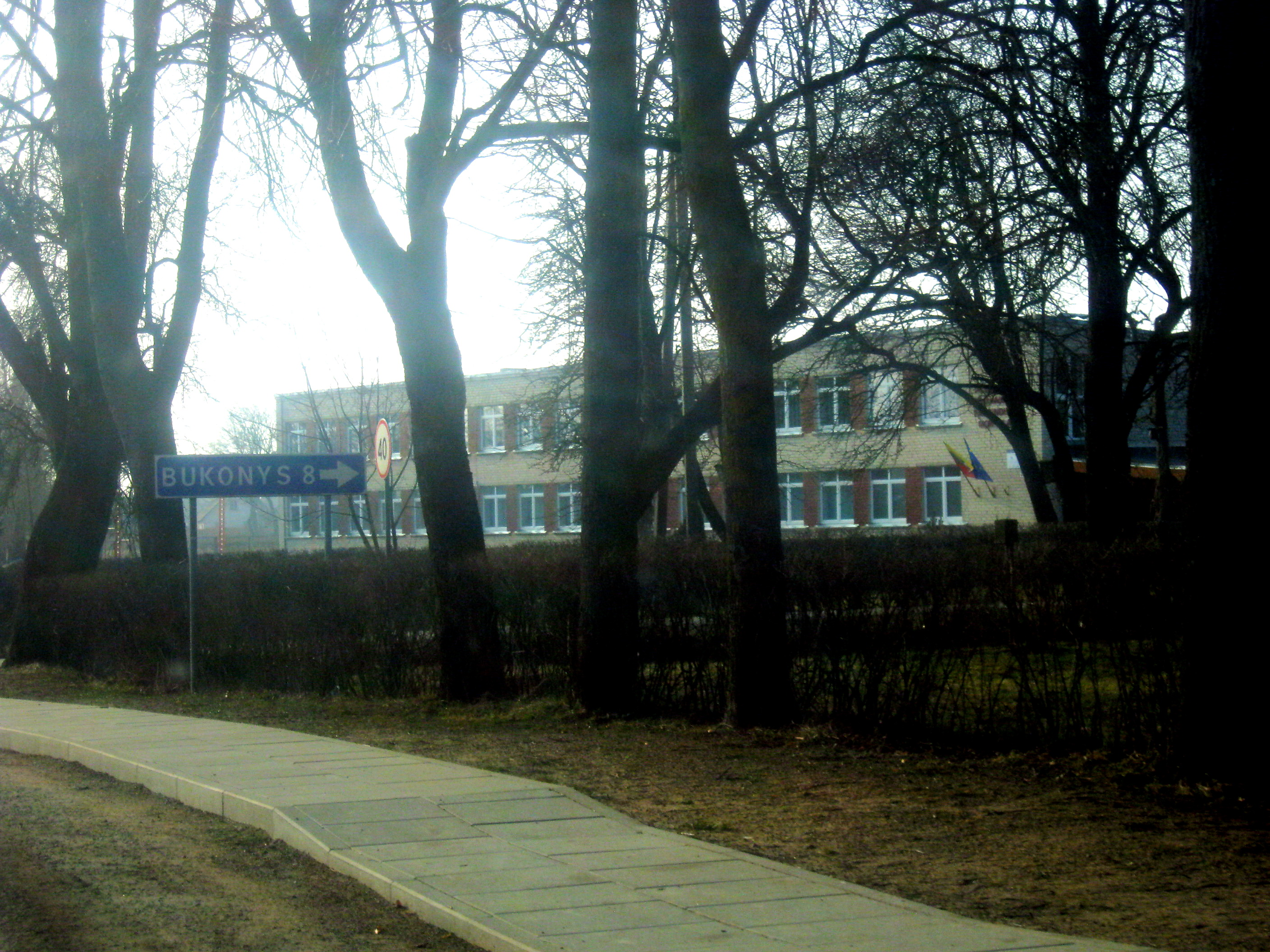
Hauptschule

Panoteriai ist ein Städtchen (miestelis) mit 360 Einwohnern in der Rajongemeinde Jonava, im Amtsbezirk Šilai, 4 km südlich der Landstraße Kėdainiai–Ukmergė. Der Ort ist Sitz der Selbstverwaltung (seniūnaitija). In Panoteriai befindet sich katholische Kreuzauffindungskirche, eine Bibliothek, Postamt (LT-55085) sowie ein Kulturzentrum.

## Geschichte
Der Ort ist ab der Mitte des 15. Jahrhunderts bekannt. Im 19. Jahrhundert hieß er Koplyčios. 1441 baute man eine Kapelle, die vor 1584 an Franziskaner-Reformaten überging. 1700 geriet sie in Brand.
1918 wurde eine Amtsschule gegründet. Von 1930 bis 1934 lehrte dort J. Šibaila, Partisan von „Geležinis vilkas“, Leiter von Žemaitijos apygarda. Ab September 1944  gab es das Progymnasium Panoteriai. In der Sowjetzeit gab es die Mittelschule Panoteriai und seit 1994 die Petras-Vaičiūnas-Hauptschule Panoteriai.

## Personen
- Mykolas Požarskas (1927–1986), sowjetlitauischer Jurist und Politiker, Vizeminister